# Georges Houbart
Georges Léon François Joseph Houbart (Jehay-Bodegnée, 24 november 1921 - 29 maart 1976) was een Belgisch volksvertegenwoordiger.

## Levensloop
Houbart was beroepshalve bestuurder van vennootschappen.
In 1961 werd hij verkozen tot PSC-volksvertegenwoordiger voor het arrondissement Hoei-Borgworm en vervulde dit mandaat tot in 1965.